# 卡克辐花海葵
卡克辐花海葵（学名：Radianthus kuekenthali）为大海葵科辐花海葵属的动物。分布于日本以及南海西沙群岛等。